# Хорватский совет обороны
Хорва́тский сове́т оборо́ны (хорв. Hrvatsko vijeće obrane), также известен как Хорва́тское ве́че оборо́ны (соответствующие сокращения ХСО и ХВО) — вооружённые формирования хорватов Боснии и Герцеговины, существовавшие во время Боснийской войны с 1992 по 1995 годы. Сформирован после распада Югославии 8 апреля 1992 года членами партии «Хорватское демократическое содружество Боснии и Герцеговины». Представлял собой вооружённые силы Хорватской республики Герцег-Босна во время Боснийской войны и, как и Хорватские оборонительные силы, защищал интересы хорватов на территории бывшей Югославии. Получал большую поддержку от вооружённых сил Хорватии, считался одним из самых многочисленных и эффективных прохорватских воинских формирований на территории бывшей Югославии.

## История

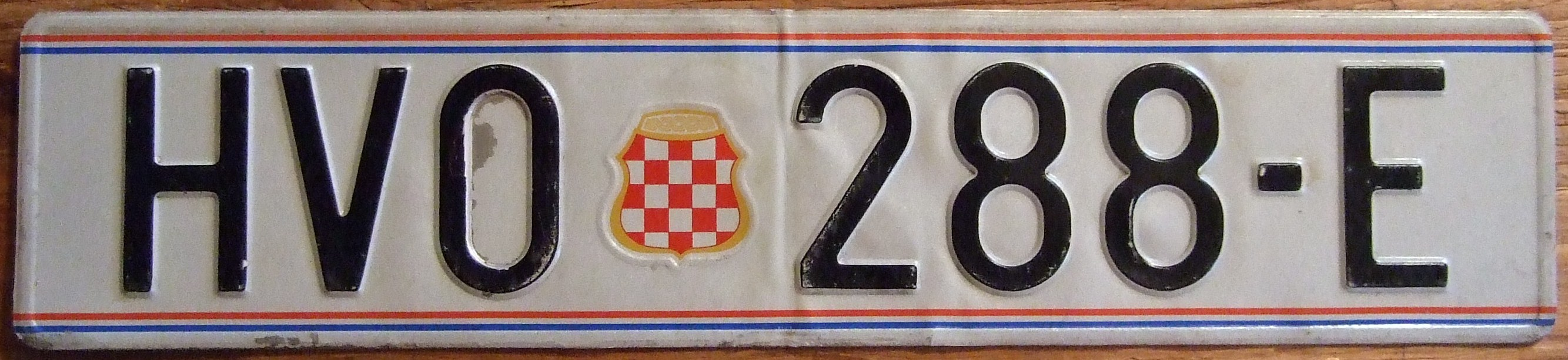
Автомобильный номер ХВО с гербом Хорватской республики Герцег-Босна

### Образование
По версии историков, образование Хорватского совета обороны было обусловлено политикой президента Хорватии Франьо Туджмана, одного из самых ярых сторонников идеи «Великой Хорватии», стремившегося присоединить к Хорватии те боснийские земли, на которых проживало преимущественно хорватское население. Впрочем, в Хорватии были и более радикальные националисты, желавшие восстановить Хорватию в границах марионеточного Независимого государства.
Летом 1991 года, уже во время распада Югославии, Хорватское демократическое содружество начало создавать полувоенные формирования на территории БиГ. Политическое и военное руководство Хорватии прилагали значительные усилия для создания армии боснийских хорватов. Благодаря этому Хорватский совет обороны был сформирован в краткий срок и встретил начало боевых действий с уже налаженной структурой.

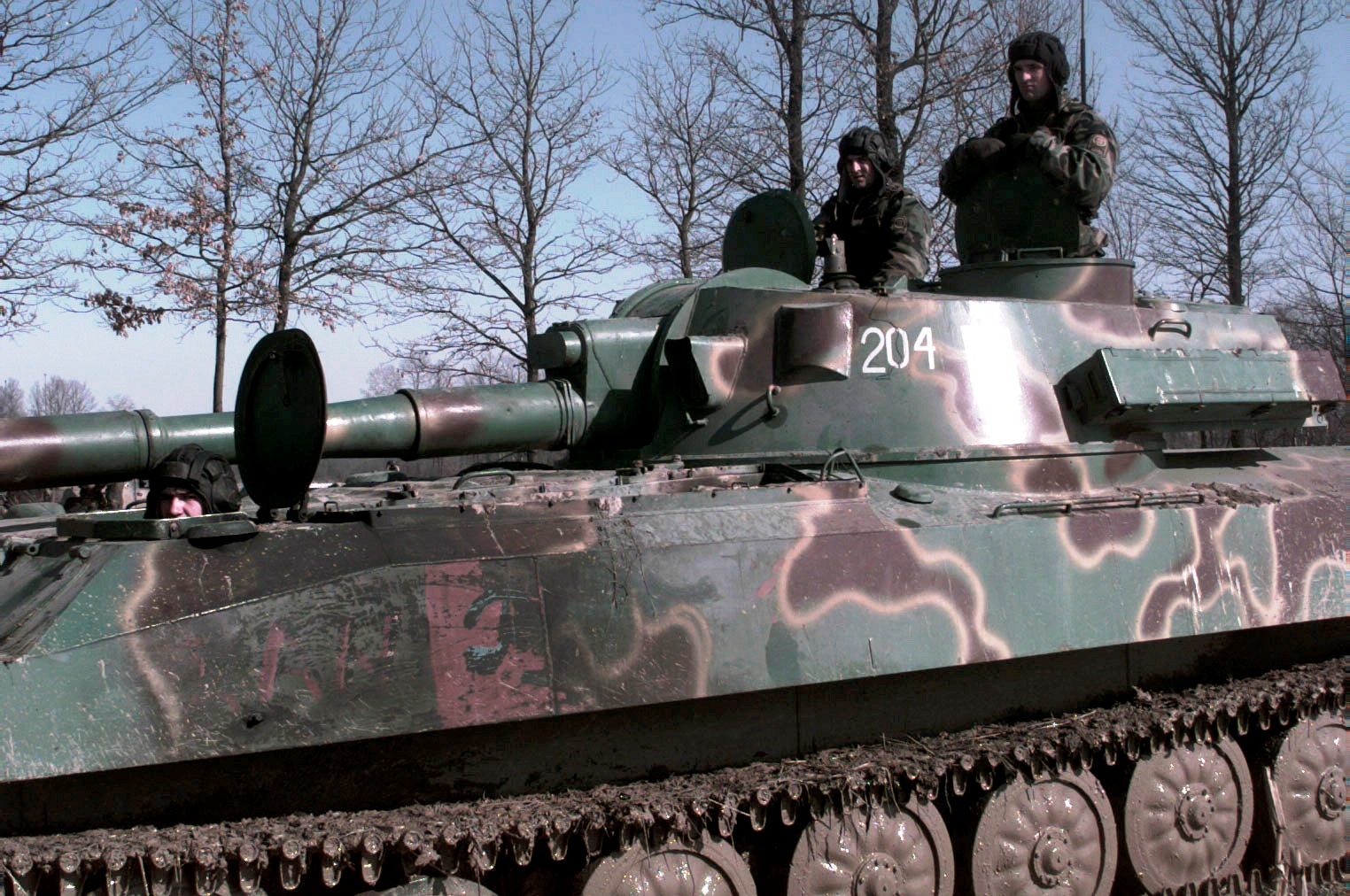
Захваченная хорватами САУ 2С1 «Гвоздика»

По данным хорватского историка Давора Марьяна, поставки оружия из Хорватии в БиГ начались уже в 1991 году. Первоначально оно попадало только в подразделения боснийских хорватов, но после начала широкомасштабных боевых действий поставки оружия начались и для армии боснийских мусульман. Помимо оружия и военного снаряжения, весной 1992 года хорватские солдаты начали пополнять отряды боснийских хорватов. В частности, по решению главного инспектора ВС Хорватии генерала Мартина Шпегеля, в БиГ посылались военнослужащие из частей Оперативной зоны «Риека».
Хорватский совет обороны официально был образован 8 апреля 1992 года как боснийско-хорватская организация, целью которой была координация действий хорватских и боснийских воинских формирований. 15 мая де-юре были образованы первые военные части ХВО, хотя департамент обороны, Главный штаб, военная полиция, администрация и главная база логистики в Груде были образованы ещё ранее.

### Участие в войнах
Противниками ХВО в годы Боснийской войны были Армия Республики Сербской и Армия Республики Босния и Герцеговина, которая представляла собой вооружённые силы Республики Босния и Герцеговина — непосредственного государства-правопреемника СР Боснии и Герцеговины. В апреле 1993 года обострившиеся межнациональные противоречия вылились в эскалацию хорватско-боснийского конфликта. Пользуясь поддержкой Загреба, ХВО потребовал от боснийцев согласно плану Вэнса — Оуэна немедленно вывести войска с территорий, населённых преимущественно хорватами. Алия Изетбегович, боснийский лидер, отказался выполнять требования, и хорватские вооружённые отряды стали занимать эти территории и прогонять нехорватское население. Всех отказывавшихся покидать территории, бойцы ХВО убивали.  Особенно много боснийцев было изгнано из долины Лашва.
Бойцов очень часто принимали за хорватские регулярные силы из-за сходства наименований на шевронах. 16 апреля в Ахмичах были расстреляны около 120 мирных боснийцев, а их дома были сожжены дотла, в том числе всё село Ахмичи. В тот же день в городе Витез грянула ещё одна резня: хорваты осадили город и обстреляли его из артиллерии. Сгорели почти все дома боснийцев, 172 человека погибли, 5 тысяч бежали, 1200 человек были сосланы в концлагеря. С мая 1993 по январь 1994 года ХВО проводило этническую чистку Мостара, изгнав тысячи боснийцев и разграбив их дома. Мужчин отправили в концлагерь Дретель, женщин регулярно насиловали.
В марте 1994 года под давлением США Хорватский совет обороны объявил о прекращении огня и вскоре перестал вести активные боевые действия против бошняков. Боснийский лидер Алия Изетбегович и президент Хорватии Франьо Туджман заключили соглашение о мире, в результате чего боснийцы предоставили право прохода хорватским войскам. ХВО официально получил право помогать хорватской армии в войне против сербов (участвовал в операциях «Зима '94», «Прыжок-2», «Лето '95», «Мистраль-2» и «Южное направление»), а также принимал участие в операции «Буря», которая привела к ликвидации Республики Сербская Краина.

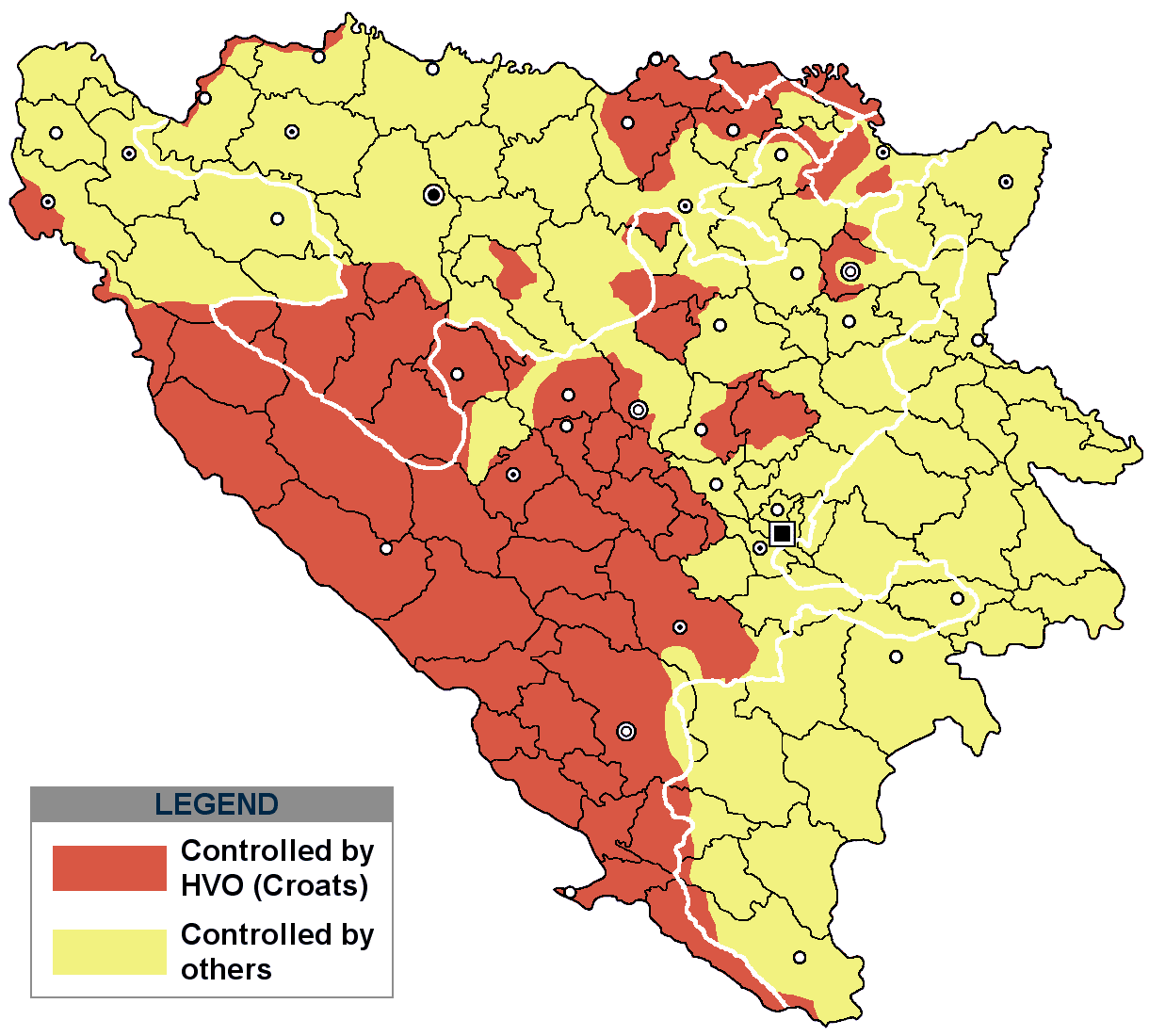
Территории, которые когда-либо контролировались ХВО в годы Боснийской войны (отмечены красным)
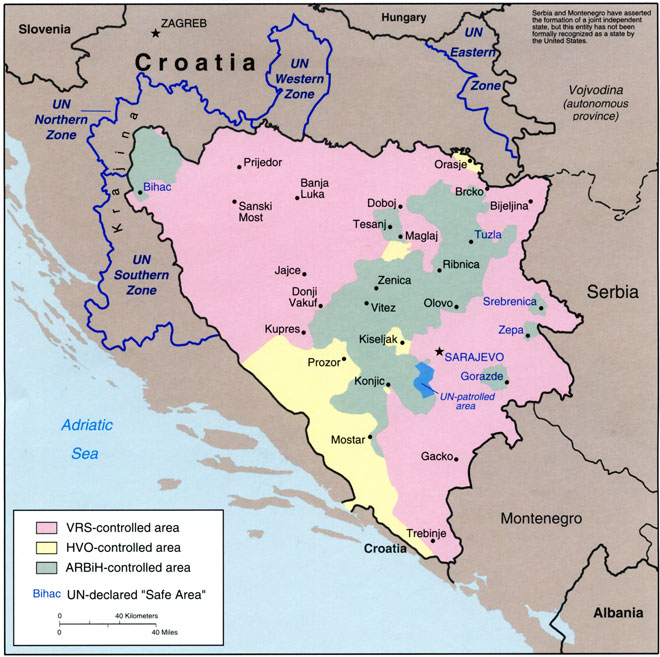
Занятые ХВО территории к сентябрю 1994 года (отмечены жёлтым)
Занятые ХВО территории до битвы за Купрес (светло-фиолетовый) и после битвы (тёмно-фиолетовый)
Занятые ХВО территории до операции «Лето '95» (светло-фиолетовый) и после операции (тёмно-фиолетовый)
Дислокация войск ХВО перед операцией «Буря» (отмечены жёлтым)

### После войны

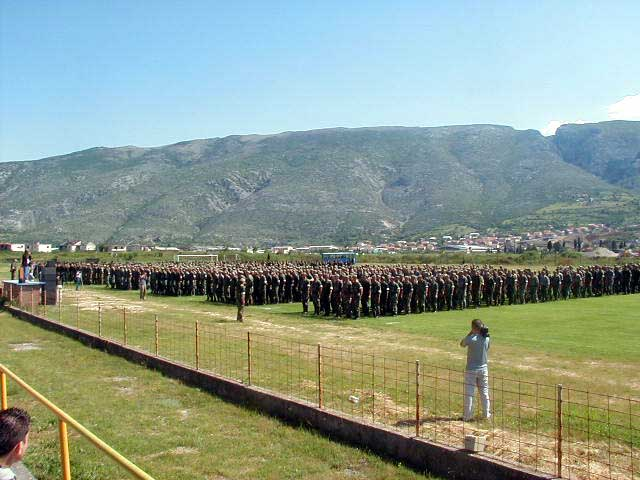
Парад ХВО 11 мая 2001

Война в Хорватии и Боснии и Герцеговине завершилась подписанием Дейтонских соглашений, по которым было утверждено будущее устройство Боснии и Герцеговины. Была создана Федерация Боснии и Герцеговины, где основным населением стали хорваты, однако в обмен на образование подобной автономии от хорватов потребовали расформировать ХВО. По прошествии пяти с половиной лет в Герцеговинском банке были найдены 50 счетов, открытых на имена некоторых членов ХВО — владельцев акций банка. В январе 2004 года был арестован политик Анте Елавич, член Хорватского демократического содружества БиГ. Его обвиняли в хищении средств и оказании финансовой помощи группе заговорщиков: та пыталась создать очередное хорватское самоуправление в стране и в перспективе отделиться от Боснии и Герцеговины. Некоторую часть украденных денег удалось вернуть.

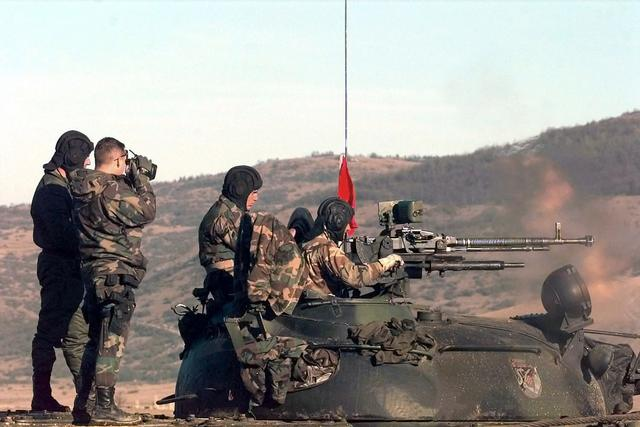
Из танка Т-55 ХВО ведётся пулемётный огонь

Правопреемником Хорватского совета обороны является 1-й гвардейский пехотный полк, образованный 1 декабря 2006 года после реорганизации Вооружённых сил Боснии и Герцеговины. На его эмблеме изображён хорватский щит-шаховница, что символизирует его связь с хорватскими воинскими формированиями. 8 апреля ежегодно отмечается как День образования ХВО: в апреле 2012 года на торжественные мероприятия прибыло высшее руководство Боснии и Герцеговины.

## Структура
Военная структура Хорватского совета обороны во многом схожа со структурой хорватских сухопутных войск. Основной тактической боевой единицей до декабря 1993 года была бригада, позднее из бригад были созданы полки. Военачальниками Совета были прикомандированные офицеры хорватской армии, единственным исключением был Тихомир Блашкич.

### Оперативные зоны (май 1992 — декабрь 1993)
Сухопутные силы ХВО были разделены на Генеральный штаб в Мостаре и пять оперативных зон. Каждая оперативная зона включала в себя от 8 до 14 пехотных бригад, один батальон военной позиции и один лёгкий штурмовой батальон военной полиции. Всего 38 пехотных бригад были сформированы из призывников, резервистов и добровольцев: 19 из них получили собственные имена и порядковые номера, ещё 19 — только собственные имена. Каждая бригада включала в себя от трёх до четырёх вспомогательных батальонов. По традиции, бригадам присваивались имена известных политических и военных руководителей Хорватии и Боснии.
В составе ХВО были также профессиональные военные подразделения: элитный полк «Анте Бруно Бушич», два отдельных пехотных батальона, лёгкий разведывательный батальон и ряд специальных и артиллерийских подразделений. Подразделения ХВО, участвовавшие в боях за анклав Бихач вместе с 5-м корпусом АРБиГ, подчинялись непосредственно Генеральному штабу. Численность личного состава достигала около 50 тысяч человек.
В конце 1992 — начале 1993 годов 107-я и 109-я бригады ХВО с преимущественно мусульманским личным составом были переведены в состав АРБиГ как 107-я «рыцарская» моторизованная и 109-я горная; на основе мусульманской 108-й бригады ХВО была создана 108-я моторизованная бригада АРБиГ, куда перешли до 70 % личного состава.
Командование: полковник Миливой Петкович (с апреля 1992), генерал-майор Слободан Праляк (с 24 июля 1993), генерал-лейтенант Анте Росо (с 12 ноября 1993)
- Штрафной батальон специального назначения[хорв.] (Широки-Бриег)
- Полк «Анте Бруно Бушич» (Чаплина)
- Специальный отряд «Людвиг Павлович»[хорв.] (Чаплина)
- 1-й батальон военной полиции (Мостар)

Командование: подполковник / полковник Миленко Ласич, полковник Филип Филипович
- 1-я Герцеговинская бригада «Князь Домагой» (Чаплина)
- 2-я Герцеговинская бригада, 1-й лёгкий штурмовой батальон военной полиции «Юре[хорв.] и Бобан» и 3-й (позднее 5-й) батальон военной полиции (Мостар)
- 3-я Герцеговинская бригада (Мостар-Крушево)
- 4-я Герцеговинская бригада «Степан Радич» (Любушки, Груде, Читлук)
- 6-я бригада «Рыцарь Ранко Бобан» (Груде)
- 7-я бригада «Марио Хркач-Чикота» и бригада «Ивица Ельчич-Чарльз» / полк «Анте Бруно Бушич» (Широки-Бриег)
- Бригада «Князь Бранимир» (Читлук)
- Бригада «Герцог Степан» (Коньиц)

Командование: подполковник Желько Шилен, полковник Иван Перич, полковник Йосип Черный
- Бригада «Король Томислав»[хорв.] (Томиславград)
- Бригада «Петар Крешимир IV», батальон «Фердо Сушич» / полк «Анте Бруно Бушич», 2-й лёгкий штурмовой батальон военной полиции и (позднее 6-й) батальон военной полиции (Ливно)
- Бригада «Рама» (Прозор)
- Бригада «Доктор Анте Старчевич» и батальон «Звонко Краина» / полк «Анте Бруно Бушич» (Ускопле)
- Бригада «Эуген Кватерник» (Бугойно)
  -  1-й батальон «Степан Радич» (Бугойно)
- Бригада «Хрвое Вукчич Хрватинич» (Яйце, Томиславград)
- 5-я бригада и батальон «Рыцарь Дамир Мартич» / полк «Анте Бруно Бушич» (Посушье)

Командование: Миховил Струич, подполковник / полковник Тихомир Блашкич
- 4-й (позднее 7-й) батальон военной полиции (Травник)
  -  Отряд специального назначения «Джокеры»[нем.]
- 3-й лёгкий штурмовой батальон военной полиции (Витез)
- 4-й лёгкий разведывательный батальон (Нови-Травник)
- Артиллерийское подразделение
- Зенитное подразделение

- Бригады «Травник» и «Франкопан» (Травник)
- Бригада «Степан Томашевич» (Нови-Травник)
- Бригада «Витязи[хорв.]» (Витез)
- Бригада «Юре Францетич»[хорв.] (Зеница)
- Бригада «Король Твртко»[хорв.] (Сараево)
- 115-я бригада[хорв.] «Зринский» (Тузла, Дриенча)

- Бригада «Бан Елачич» (Киселяк-Крешево)
- Бригада «Никола Шубич Зринский»[хорв.] (Бусовача)
- Бригада «Котроманич» (Какань)
- Бригада «Бобовац» (Вареш)

- 110-я бригада «Усора» (Тешань, Жабляк)
- 111-я бригада «xp»[хорв.] и батальон «Андрия Тадич» (Жепче)
  -  1-й батальон 111-й бригады (Жепче)
- Отдельный батальон «Комушина» (Комушина)

- 101-я бригада[хорв.] (Босански-Брод)
- 102-я бригада[хорв.] (Оджак)
- 103-я бригада (Дервента)
  -  1-й батальон
  - 2-й батальон
  -  3-й батальон «Модран»[хорв.] (Модран)
  -  Разведывательный батальон «Жабац»
- 104-я бригада (Босански-Шамац)
- 105-я бригада (Модрича)
- 106-я бригада[хорв.]
  - 4-й лёгкий штурмовой батальон военной полиции
  - 5-й (8-й) батальон военной полиции (Орашье)
- 107-я бригада (Градачац)
- 108-я бригада (Брчко)
- 109-я бригада (Добой)

101-й батальон (Бихач)

### Корпусные регионы (декабрь 1993 — октябрь 1995)
В ноябре 1993 года по распоряжению генерала хорватской армии Анте Росо, принявшего командование над Хорватским советом обороны, началась реорганизация Совета по образцу Сухопутных войск Хорватии. Пять оперативных зон были объединены в четыре корпусных региона, в каждом из которых несли службу профессиональные военные: на смену оперативной зоне Юго-Восточной Герцеговины пришёл корпусный регион Мостар, зоне Северо-Западной Герцеговины — регион Томиславград, зоне Центральной Боснии — регион Витез, зоне Боснийской Посавины — регион Орашье. Также появились четыре гвардейские моторизованные бригады.
29 пехотных бригад были преобразованы в так называемые «домобранские полки» (хорв. Domobranska pukovnija), которые сохранили свои имена и получили новые порядковые номера. В каждом полку было по три пехотных батальона. Четыре бригады были расформированы, также сократилась численность личного состава подразделений военной полиции (равно как и число подразделений).
Командование: генерал-лейтенант Анте Росо, генерал-майор Миливой Петкович (с 26 апреля 1994), генерал-майор Тихомир Блашкич (с 5 августа 1995)
- 10-й ракетно-артиллерийский полк (Широки Бриег)
- 15-й отдельный батальон зенитно-ракетной артиллерии
- 1-й батальон военной полиции (Любушки)
- 60-й гвардейский десантный батальон специального назначения «Людвиг Павлович» и тренировочный лагерь отряда (Чаплина)
- 22-й диверсионный отряд (Широки Бриег)
- Отряд специального назначения «Гавран 2» (Читлук)
- 33-я рота связи (Посушье)
- 88-й центр радиоэлектронной борьбы (Посушье)
- 11-я смешанная авиационная эскадрилья (Посушье)
- Лёгкий штурмовой батальон военной полиции и 1-й батальон военной полиции (Мостар)
- Сапёрный батальон
- 71-я телекоммуникационная рота
- 154-я база логистики

- 12-й батальон зенитной артиллерии (Мостар)
- 3-й батальон военной полиции (Чаплина)
- 72-я телекоммуникационная рота
- 150-я база логистики
- 2-я гвардейская бригада
- 50-й домобранский полк «Князь Домагой» (Чаплина)
- 51-й домобранский полк «Степан Радич» (Любушки)
- 56-й домобранский полк «Герцог Степан» (Коньиц, Чаплина)
- 81-й домобранский полк (Мостар)
- 82-й домобранский полк (Мостар-Крешево)
- 83-й домобранский полк «Марио Хркач-Чикота» (Широки Бриег)
- 40-й отдельный домобранский полк «Рыцарь Ранко Бобан» (Груде)
- 41-й отдельный домобранский полк «Князь Бранимир» (Читлук)

- 1-я гвардейская бригада «Анте Бруно Бушич»[хорв.] (Томиславград)
- 1-й домобранский полк (Посушье)
- 55-й домобранский полк (Купрес)
- 79-й домобранский полк «Король Томислав» (Томиславград)
- 80-й домобранский полк «Петар Крешимир IV» (Ливно)
- 97-й домобранский полк «Хрвое Вукчич Хрватинич» (Яйце, Томиславград)
- 42-й домобранский полк «Рама» (Прозор)
- 43-й домобранский батальон «Доктор Анте Старчевич» (Ускопле)

- 3-я гвардейская бригада «Ястребы»[хорв.] (Витез)
- 90-й домобранский полк (Нови-Травник)
- 91-й домобранский полк (Травник)
- 92-й домобранский полк «Витезка» (Витез)
- 93-й домобранский полк «Никола Шубич Зринский» (Бусовача)
- 94-й домобранский полк (Киселяк)
- 95-й домобранский полк «Маринко Бошняк» (Крешево)
- 96-й домобранский полк «Бобовац» (Вареш)
- 110-й домобранский полк «Усора» (Тешань-Жабляк)
- 111-й домобранский полк «xp» (Жепче)
- 44-й домобранский батальон «Юре Францетич[хорв.]» (Зеница)
- 45-й домобранский батальон «Комушина» (Комушина)

- 4-я гвардейская моторизованная бригада «Сыны Посавины»[хорв.]
- 106-й домобранский полк
- 201-й домобранский полк
- 202-й домобранский полк
- 162-я база логистики

- 6-я отдельная рота военной полиции
- 101-й домобранский полк[хорв.] «Анте Кнежевич-Крпе» (Бихач)

### Военно-воздушные силы ХВО
Недавно сформированные ВВС и войска ПВО Хорватии не были достаточно готовыми для полномасштабных боевых действий, поэтому и у Хорватского совета обороны с авиацией тоже были серьёзные проблемы. По инициативе штаб-квартиры в Мостаре два самолёта были приняты на вооружение ХВО, а к ним был приставлен обслуживающий персонал в лице 12 человек. Позднее началось развитие ВВС и ПВО Хорватского совета обороны.
В конце 1992 года, когда Хорватия приобрела несколько вертолётов Ми-8, в 1-м Хорватском гвардейском корпусе был сформирован Смешанный вертолётный эскадрон, целью которого была поддержка военных операций боснийских хорватов. В его составе были 9 вертолётов и 5 самолётов. Эскадрон принимал участие в боях в Боснии и Герцеговине во время хорватско-мусульманского конфликта. В сентябре 1993 года Хорватия передала два Ми-8 напрямую в состав ХСО. В ноябре того же года ещё одни Ми-8 стал хорватским трофеем, отбитым у боснийских мусульман. Эти вертолёты сыграли значительную роль в боях в долины Лашвы, где боснийские хорваты были в окружении мусульман. В ходе более 70 полётов вертолёты перевезли более 1300 солдат и гражданских, в том числе 200 детей, а также доставили значительное количество различных грузов.
Авиация и зенитная артиллерия
11-я смешанная эскадрилья (вертолётов и транспортных самолётов) и 121-й разведывательный батальон (Любушки)
14-е зенитно-ракетное подразделение

### Резерв

Эмблема 1-го гвардейского пехотного полка Вооружённых сил Боснии и Герцеговины

Флаг 1-го хорватского гвардейского корпуса армии ФБиГ

Резерв Хорватского совета обороны назывался «Домобранством». Он был образован в начале 1993 года. В обязанности Домобранства входила охрана уже контролируемых территорий и особо важных объектов (электростанций, центров связи, больниц, заводов по производству оборудования для военных, складов с продовольствием и водой), борьба с разведывательно-диверсионными группам противника, противовоздушная оборона, охрана правопорядка и борьба с любыми попытками нарушения функционирования системы ХВО. Домобранство было разделено по территориальному признаку в соответствии с оперативными зонами, а позднее — с корпусными регионами. В зависимости от уровня развития общины и её стратегической важности в ней могли размещаться роты, батальоны или бригады Домобранства.

## Иностранные добровольцы
Бывший неонацист Инго Хассельбах в книге «Экс-фюрер» писал, что в рядах хорватских воинских формирований (в том числе и в Хорватском совете обороны) воевали иностранные добровольцы из Великобритании, Германии, Франции, Австрии и Канады. Подсчитано, что с 1991 по 1995 годы в Хорватии побывал как минимум 481 иностранный доброволец. В частности, заместитель командующего 2-й оперативной зоны (позднее Корпусного региона Томиславград) канадец хорватского происхождения Никола Гласнович отвечал за вербовку иностранных граждан: достаточно много иностранцев были в бригаде «Король Томислав» (Томиславград), добровольческом отряде «Альфа» (Витез) и «Твртко-2» (долина Лашвы). Среди иностранных добровольцев были и бывшие советские солдаты: Альберт Боровой (101-я бригада), Леонид Огородников и Сергей Улистый.

## Военные преступления
Хорватский совет обороны обвиняется в массовых убийствах и этнических чистках этнических сербов и боснийцев, и по этим обвинения значительная часть военнослужащих Хорватского совета обороны предстала перед Международным трибуналом по бывшей Югославии. Однако 29 мая 2013 года Гаагский трибунал также обвинил ХВО и в преступном сговоре с целью изгнания (или истребления) нехорватского населения с территорий, которые должны были стать частью хорватского государства на территории Боснии и Герцеговины.
На начальных этапах хорватско-боснийского вооружённого конфликта Хорватский совет обороны даже сотрудничал с боснийскими сербами и вместе с ними сражался против мусульманских воинских формирований в окрестностях Сараево, в Центральной Боснии и на западе Герцеговины. Впрочем, были нередки и случаи сотрудничества ХВО с боснийскими мусульманами: так, они сражались вместе в Орашье, Усоре и Бихаче.

### Преступления против мусульманского населения

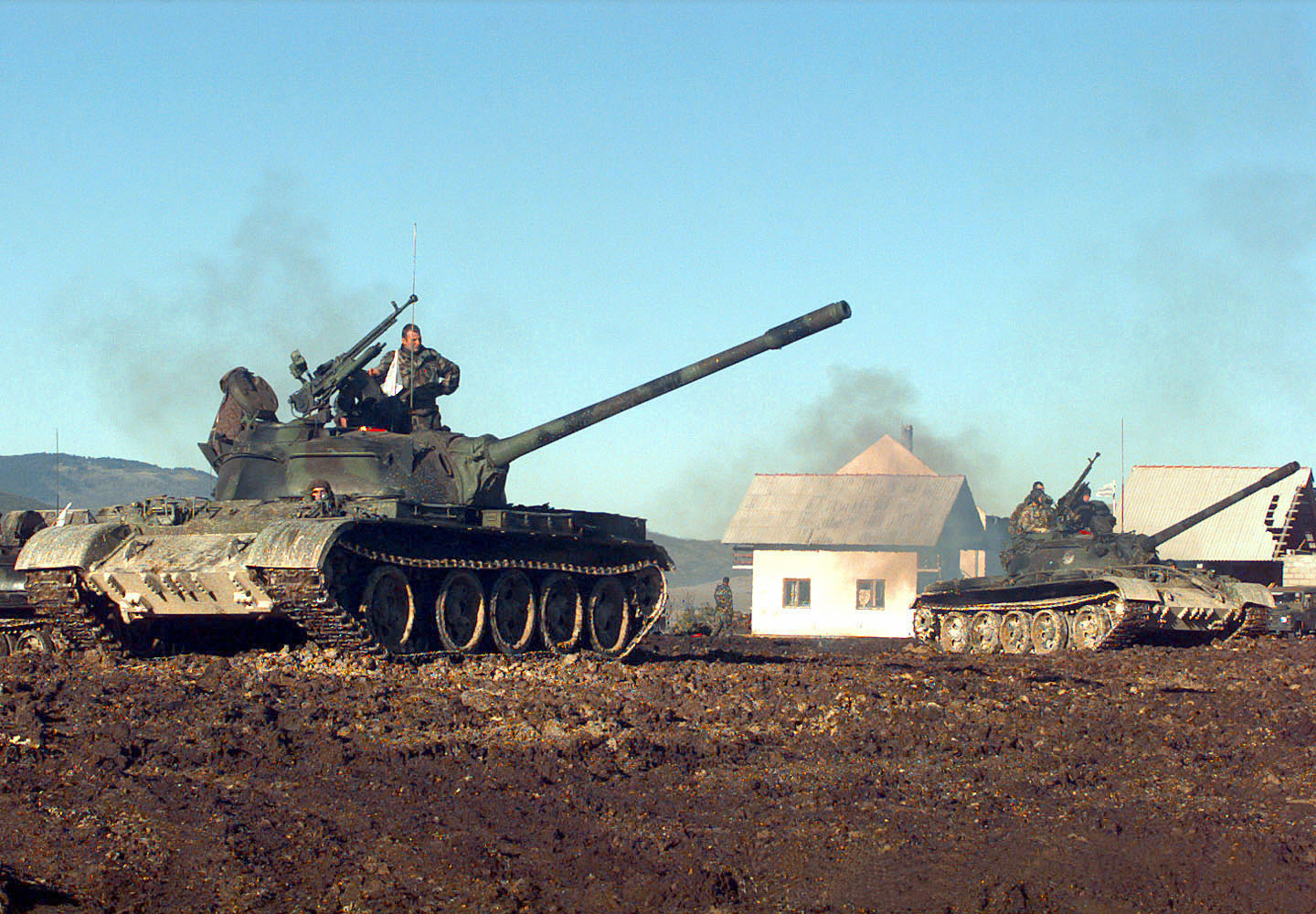
Два танка Т-55 2-й гвардейской бригады ХВО в Гламоче

Хорватскому совету обороны инкриминируются массовые убийства мусульман в долине Лашвы: около 2000 человек было убито с мая 1992 по апрель 1993 годов.
- От 100 до 120 человек были убиты в селе Ахмичи 16 апреля 1993 года. Начавшийся в 5:30 обстрел закончился полным сожжением села: практически все здания в нём были разрушены, многие жители сгорели заживо в своих домах. Хорватское население покинуло село заблаговременно[20][31].
- 23 октября 1993 года отряд ХВО под командованием Ивицы Райича[англ.] напал на деревню Ступни-До[серб.], расположенную в 4 километрах к юго-востоку от местечка Вареш. Примерно в 8 часов солдаты атаковали деревню и после трёхчасового боя с местными силами самообороны ворвались в Ступни-До, начав грабить, насиловать и убивать невооружённых лиц. Во время атаки солдаты ХВО поджигали дома, стреляя разрывными фосфоросодержащими боеприпасами. Считается, что жертвами террора ХВО стали как минимум 16 человек. Трупы многих погибших были сожжены[32].
- В городе Витез в культурном центре и ветеринарном госпитале, а также в общинах Киселяк, Витез и Бусовача по приказу Тихомира Блашкича с января по апрель 1993 года солдаты ХВО преследовали и истребляли мусульманское гражданское население. На мусульман оказывалось психологическое давление, с ними жестоко обращались, плохо кормили и регулярно избивали или насиловали. Расследование установило, что Блашкич нередко прикрывался гражданским населением, чтобы не позволить АРБиГ атаковать позиции ХВО[20].

По итогам расследования, проведённого Международным трибуналом по бывшей Югославии и локальными судами, были признаны виновными следующие лица:
- Дарио Кордич, один из руководителей ХВО, был признан виновным в разработке плана этнических чисток и получил 25 лет тюрьмы[15].
- Слободан Праляк за преступления, совершённые более чем в 30 мусульманских селениях, приговорён к 20 годам лишения свободы[33].  После оглашения приговора принял яд в зале суда.
- Ивица Райич, устроивший резню в Ахмичах, получил 12 лет тюрьмы[34].
- Тихомир Блашкич как организатор массовых убийств мусульманского гражданского населения, был приговорён в 2000 году к 45 годам лишения свободы[20], но после апелляции от 29 июля 2004 года срок сократился до 9 лет, а уже 2 августа 2004 года Блашкич был досрочно освобождён[35].

### Преступления против сербского населения

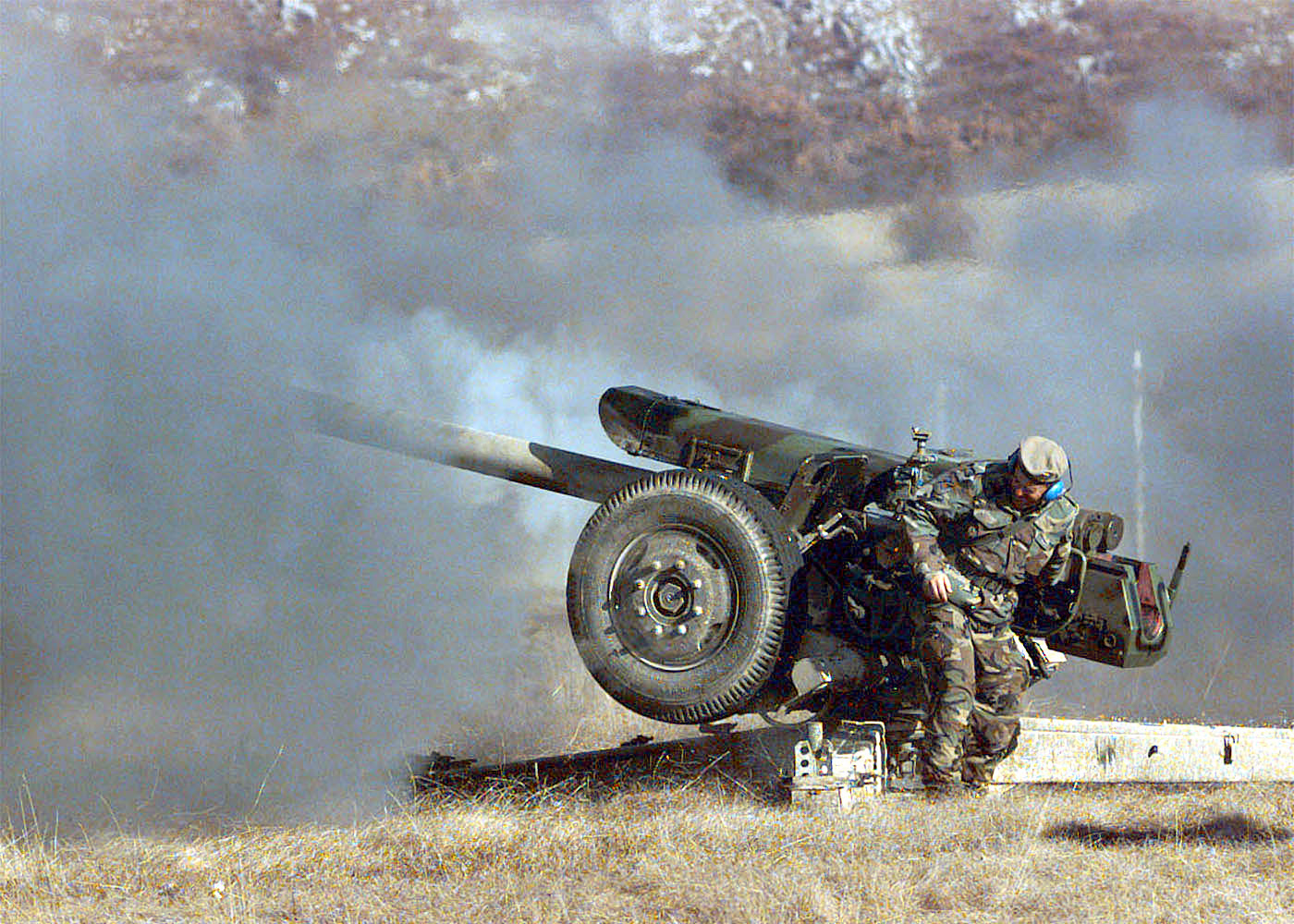
Стрельба 122-мм гаубицы Д-30 на учениях ХВО

Бойцы Хорватского совета обороны причастны к массовым убийствам и изнасилованиям сербского гражданского населения. По некоторым данным, только официально 2100 сербских женщин были изнасилованы (многие потом были убиты) хорватскими и мусульманскими военными, но сербки побоялись об этом открыто кому-либо заявлять в дни войны. Солдаты ХВО не гнушались пытать своих жертв и устраивать групповые изнасилования.
- Одним из крупнейших преступлений ХВО против сербов стала резня в Сиековаце, которая произошла 26 марта 1992 года и закончилась гибелью 46 сербов. Село было сожжено дотла вместе с православной церковью[38]. К резне причастна 101-я бригада ХВО, командование которой не преследовало никого за изнасилование сербок[39]. В 2014 году к 10-летнему тюремному сроку в Боснии и Герцеговине был приговорён один из участников резни, Земир Ковачевич, которого признали непосредственно виновным в убийстве сербов Йована и Петара Зечевичей[40].
- С апреля по июль 1992 года хорватские и мусульманские бойцы (в том числе и служащие ХВО) охраняли пленных сербов в лагерях Рабич, Силос-Поле и Тулек. Одним из охранников, причастных к издевательствам и убийствам, был Алмаз Незирович, который избивал пленных сербов и запрещал врачам осматривать пострадавших. Незерович служил в 103-й бригаде ХВО, в 1997 году бежал в США и лишь в 2012 году был экстрадирован в Боснию. Обвинения ему предъявили в боснийском суде 30 сентября 2015[41].
- В 2015 году боснийский суд завёл уголовное дело на бойцов ХВО Зденко Андабака, Муамира Яшаревича и Сеада Велагича, которые с апреля 1992 по июль 1993 годы пытали и убивали сербских жителей города Ливно, превратив здание школы в тюрьму для сербов. Непосредственно от рук троих обвиняемых погибли 16 человек, ещё более 300 пострадали[42].
- В 2016 году в Боснии начался суд над Азрой Башич, надзирательницей лагеря в Дервенте, по обвинению в многочисленных пытках и убийствах пленных сербов[43]. В конце 1990-х она уехала в США, скрываясь от правосудия, но в 2006 году Интерпол выдал международный ордер на её арест, а 17 марта 2011 года Башич была арестована полицией США в городе Стэнтон (штат Кентукки)[44][45][46]. 28 декабря 2017 года приговорена боснийским судом к 14 годам лишения свободы.

## Гимн
Гимном ХВО стал марш композитора Мирко Крстичевича, автор слов — Ранко Бобан. Одним из известных исполнителей был Влатко Гризель.
| Хорватский текст                                                                                            | Перевод на русский |
| --- | --- |
| HVO nas vodi                                                                                                | ХВО нас ведёт |
| Mi smo vjerni domovini, Svom narodu, dragom Bogu. Sluge djeci, pravdi, vjeri, Domobrani Svetom Bogu.        | Мы верны Родине, Своему народу, любимому Богу. Служим детям, правде, вере, Домобранцы святого Господа.                   |
| Sa krunicom i strojnicom, Cvijet mladosti spremno gazi. Sviću dani, nove zore, Za naše gore, rijeke i more. | С розарием и пистолетом-пулемётом, Цвет молодости готов маршировать. Освещают дни, новые зори, За наши горы, реки и море |
| (Refrain 2x:) Hrvatsko vijeće obrane, Samo za sinove odane! Herceg-Bosni i slobodi, HVO, HVO, HVO nas vodi. | (Припев 2 x:) Хорватский совет обороны Только для преданных сыновей! К Герцег-Босне и свободе, ХВО, ХВО, ХВО нас ведёт.  |

## Воинские звания
Воинские звания и знаки различия служащих Хорватского совета обороны ничем не отличались от воинских званий в Вооружённых силах Хорватии. Ниже приведены звания и их приблизительное соответствие.
| Высший командный состав            | Высший командный состав          | Высший командный состав              | Высший командный состав           | Высший командный состав          | Высший командный состав |
| ---------------------------------- | -------------------------------- | ------------------------------------ | --------------------------------- | -------------------------------- | --- |
|                                    |                                  |                                      |                                   |                                  | Звание генерала армии присуждается в хорватских войсках только в военное время; начальник штаба ХВО не мог иметь звание выше генерал-полковника |
| General bojnik (Бригадный генерал) | General Pukovnik (Генерал-майор) | Brigadni General (Генерал-лейтенант) | General Zbora (Генерал-полковник) | Stožerni General (Генерал армии) | |
| Старшие офицеры                    |                                  |                                      |                                   |                                  | |
|                                    |                                  |                                      |                                   |                                  | |
| Poručnik (Лейтенант)               | Natporučnik (Старший лейтенант)  | Satnik (Капитан)                     | Bojnik (Майор)                    | Pukovnik (Подполковник)          | Brigadier (Полковник) |
| Младшие офицеры                    |                                  |                                      |                                   |                                  | |
|                                    |                                  |                                      |                                   |                                  | |
| Skupnik (Младший сержант)          | Desetnik (Сержант)               | Narednik (Старший сержант)           | Nadnarednik (Старшина)            | Stožerni Narednik (Прапорщик)    | Časnički Namjesnik (Старший прапорщик) |
| Рядовой состав                     |                                  |                                      |                                   |                                  | |
|                                    |                                  |                                      |                                   |                                  | |
| Pozornik (Рядовой)                 | Razvodnik (Ефрейтор)             |                                      |                                   |                                  | |

### Брошюры
- United States Department of Defence. Bosnia Country Handbook: Peace Implementation Force (IFOR) (англ.). — 1995. — December.
- Amt für Nachrichtenwesen der Bundeswehr. Leitfaden für Bundeswehrkontingente in Bosnien-Herzegowina (нем.). — 2001. — April.
- Central Intelligence Agency, Office of Russian and European Analysis. Balkan Battlegrounds: A Military History of the Yugoslav Conflict, 1990–1995 (англ.). — Washington: DC, 2002. — Vol. 1.

### Книги
- Marie-Janine Calic. Krieg und Frieden in Bosnien-Hercegovina. — Suhrkamp, 1995.
- Peter Imbusch, Ralf Zoll. Friedens- und Konfliktforschung: Eine Einführung. — Wiesbaden: Verlag für Sozialwissenschaften, 2010.
- Paul Mojzes. Balkan Genocides: Holocaust and Ethnic Cleansing in the Twentieth Century. — Plymouth: Rowman & Littlefield Publishers, 2011.
- Norman M. Naimark. Flammender Hass: ethnische Säuberung im 20. Jahrhundert. — München: C.H.Beck, 2004.
- Sabrina P. Ramet. Central and Southeast European Politics Since 1989. — Cambridge University Press, 2010.
- Charles R. Shrader. The Muslim-Croat Civil War in Central Bosnia: A Military History. — Texas A&M University Press, 2003. — ISBN 9781585442614.
- Philipp Ther. Die dunkle Seite der Nationalstaaten: «Ethnische Säuberungen» im modernen Europa. — Göttingen: Vandenhoeck & Ruprecht, 2011.
- Dr. Nigel Thomas, Krunoslav Mikulan. The Yugoslav Wars (2): Bosnia, Kosovo and Macedonia (1992-2001). — Oxford: Osprey Publishing Ltd., 2006. — ISBN 9781841769646.
- Radelić Zdenko, Marijan Davor, Barić Nikica, Bing Albert, Živić Dražen. Stvaranje hrvatske države i Domovinski rat. — Zagreb: Školska knjiga i Institut za povijest, 2006. — ISBN 953-0-60833-0.
- Danko Borojević, Dragi Ivić, Željko Ubović. Vazduhoplovne snage bivših republika SFRJ 1992-2015. — Ruma: Štampa, 2016. — 341 с. — ISBN 978-86-86031-23-5.